# هاينز فري
هاينز فري هو متسابق بياثل سويسري، ولد في 28 يناير 1958 في سولوتورن في سويسرا.

## روابط خارجية
- هاينز فري على موقع Paralympic.org (الإنجليزية)
- هاينز فري على موقع أوليمبيديا (الإنجليزية)